# Адолф Шерер
Адолф Шерер (чеш. Adolf Scherer; Врутки, 5. мај 1938 — 22. јул 2023) био је словачки фудбалер и репрезентативац Чехословачке. Поријеклом је карпатски Нијемац. Освајач је сребрене медаље на Свјетском првенству 1962. у Чилеу и бронзане медаље са Европског првенства 1960. године. Учесник је и Свјетског првенства 1958.

## Каријера
Каријеру играча започео је у ФК Интер Братислава. За овај клуб је играо 8 година, након чега прелази у Кошице гдје игра у клубовима ФК Локомотива Кошице и ФК Кошице. У Француску одлази 1969. гдје наступа за ФК Олимпик Ним. Враћа се накратко у Чехословачку гдје наступа у аматерском клубу ТЈ Стројарне Мартин да би каријеру завршио у ФК Авињон. У првенству Чехословачке постигао је 126 голова и трећи је на листи најбољих голготера Чехословачке иза Ладислава Павловича и Јозефа Адамека.
За фудбалску репрезентацију Чехословачке одиграо је 36 утакмица и постигао 22 гола. Шерер је представљао Чехословачку на Европском првенству у фудбалу 1960. и Свјетском првенству у фудбалу 1958., где није одиграо ниједан меч. На Свјетском првенству у фудбалу 1962. постигао је 3 гола, а репрезентација Чехословачке је освојила сребро.
Шерер је 1973. пребјегао из комунистичке Чехословачке у Француску, што је тада било илегално дјело у комунистичком чехословачком систему. Након његове емиграције, комунистичке власти у Чехословачкој избрисале су његово име из службених евиденција и статистике. Шерер данас живи у јужној Француској, близу Нима, са супругом. Има двоје деце, ћерку и сина. Његов син, Рудолф (познат и као Чех), такође се бави фудбалом. Остаће запамћен као кључни играч током Свјетског првенства 1962. када је постигао побједоносни гол у четвртфиналу против Мађарске и касније гол у полуфиналном сусрету против Југославије који је завршен резултатом 3–1. На крају су изгубили од Бразила у финалу (3–1).

## Лигашки учинак
| Сезона                       | Утакмица | Голова | Минута | Клуб                 |
| ---------------------------- | -------- | ------ | ------ | -------------------- |
| 1. чехословачка лига 1957/58 | 19       | 11     | 1.710  | ФК Интер Братислава  |
| 1. чехословачка лига 1958/59 | 23       | 15     | 2.054  | ФК Интер Братислава  |
| 1. чехословачка лига 1959/60 | 23       | 7      | 1.983  | ФК Интер Братислава  |
| 1. чехословачка лига 1960/61 | 25       | 15     | 2.125  | ФК Интер Братислава  |
| 1. чехословачка лига 1961/62 | 24       | 24     | 2.094  | ФК Интер Братислава  |
| 1. чехословачка лига 1962/63 | 26       | 11     | 2.295  | ФК Интер Братислава  |
| 1. чехословачка лига 1963/64 | 25       | 14     | 2.250  | ФК Интер Братислава  |
| 1. чехословачка лига 1964/65 | 13       | 2      | 1.170  | ФК Интер Братислава  |
| 1. чехословачка лига 1965/66 | 26       | 3      | 2.340  | ФК Локомотива Кошице |
| 1. чехословачка лига 1966/67 | 9        | 0      | 810    | ФК Локомотива Кошице |
| 1. чехословачка лига 1966/67 | 13       | 5      | 1.158  | ФК Кошице            |
| 1. чехословачка лига 1967/68 | 22       | 15     | 1.862  | ФК Кошице            |
| 1. чехословачка лига 1968/69 | 12       | 6      | 997    | ФК Кошице            |
| УКУПНО                       | 260      | 128    | 22.848 |                      |